# Gabriel Mascaró
Gabriel Mascaró Febrer (Villafranca de Bonany, Baleares, 7 de marzo de 1944) es un ciclista español que fue profesional de 1968 a 1971.

## Palmarés
1964
- 1 etapa del Cinturón a Mallorca

1965
- 1 etapa del Cinturón a Mallorca

1969
- Subida a Urkiola

## Resultados en Grandes Vueltas y Campeonato del Mundo
| Carrera         | 1968 | 1969 | 1970 | 1971 |
| --------------- | ---- | ---- | ---- | ---- |
| Giro de Italia  | -    | -    | -    | -    |
| Tour de Francia | -    | Ab.  | 66.º | 38.º |
| Vuelta a España | -    | -    | Ab.  | Ab.  |
| Mundial en ruta | -    | -    | -    | -    |

-: no participa 

Ab.: abandona